# 1124-es mellékút (Magyarország)
Az 1124-es mellékút egy körülbelül 6 kilométer hosszú mellékút Komárom-Esztergom vármegyében, a Gerecse hegység északi részén. Fő iránya nagyjából végig nyugat-északnyugati.

## Nyomvonala
Nagysáp területén, annak Őrisáp településrészénél ágazik ki az 1119-es útból. Rövid szakaszon elhalad Mogyorósbánya közigazgatási területének legdélebbi részei mellett, majd átlép Bajót területére. Mintegy három kilométer után – vagyis a teljes hosszának megközelítőleg fele távjánál – éri el Péliföldszentkeresztet, amely a Dunántúl északi részének egyik fontos római katolikus búcsújáró helye, Mária-kegyhely. Az utat itt keresztezi az Országos Kéktúra és a Kinizsi Százas teljesítménytúra útvonala is. A folytatásban az út erdős területen halad, majd beér Bajót lakott területére, áthalad a Bajóti-patak fölött, végül az 1125-ös útba csatlakozva ér véget.